# Gran Premio motociclistico di Francia 2006
Il Gran Premio motociclistico di Francia 2006 corso il 21 maggio, è stato il quinto Gran Premio della stagione 2006 del motomondiale e ha visto vincere: la Honda di Marco Melandri in MotoGP, Yūki Takahashi nella classe 250 e Thomas Lüthi nella classe 125.

## MotoGP

### Qualifiche
| Pos. | Num. | Pilota            | Moto     | Tempo    | Distacco |
| ---- | ---- | ----------------- | -------- | -------- | -------- |
| 1    | 26   | Daniel Pedrosa    | Honda    | 1'33.990 |          |
| 2    | 56   | Shin'ya Nakano    | Kawasaki | 1'34.201 | 0.211    |
| 3    | 21   | John Hopkins      | Suzuki   | 1'34.636 | 0.646    |
| 4    | 17   | Randy de Puniet   | Kawasaki | 1'34.780 | 0.790    |
| 5    | 33   | Marco Melandri    | Honda    | 1'34.795 | 0.805    |
| 6    | 65   | Loris Capirossi   | Ducati   | 1'34.802 | 0.812    |
| 7    | 46   | Valentino Rossi   | Yamaha   | 1'34.840 | 0.850    |
| 8    | 15   | Sete Gibernau     | Ducati   | 1'34.870 | 0.880    |
| 9    | 5    | Colin Edwards     | Yamaha   | 1'34.970 | 0.980    |
| 10   | 69   | Nicky Hayden      | Honda    | 1'34.988 | 0.998    |
| 11   | 27   | Casey Stoner      | Honda    | 1'35.430 | 1.440    |
| 12   | 71   | Chris Vermeulen   | Suzuki   | 1'35.705 | 1.715    |
| 13   | 6    | Makoto Tamada     | Honda    | 1'36.058 | 2.068    |
| 14   | 7    | Carlos Checa      | Yamaha   | 1'36.260 | 2.270    |
| 15   | 10   | Kenny Roberts Jr  | KR211V   | 1'36.501 | 2.511    |
| 16   | 24   | Toni Elías        | Honda    | 1'36.582 | 2.592    |
| 17   | 77   | James Ellison     | Yamaha   | 1'37.019 | 3.029    |
| 18   | 66   | Alex Hofmann      | Ducati   | 1'37.267 | 3.277    |
| 19   | 30   | José Luis Cardoso | Ducati   | 1'37.812 | 3.822    |

### Gara

#### Arrivati al traguardo
| Pos | Nº | Pilota          | Squadra              | Motocicletta | Giri | Tempo     | Griglia | Punti |
| --- | -- | --------------- | -------------------- | ------------ | ---- | --------- | ------- | ----- |
| 1   | 33 | Marco Melandri  | Fortuna Honda        | Honda        | 28   | 44:57.369 | 5       | 25    |
| 2   | 65 | Loris Capirossi | Ducati Marlboro      | Ducati       | 28   | +1.929    | 6       | 20    |
| 3   | 26 | Daniel Pedrosa  | Repsol Honda         | Honda        | 28   | +2.269    | 1       | 16    |
| 4   | 27 | Casey Stoner    | Honda LCR            | Honda        | 28   | +5.494    | 11      | 13    |
| 5   | 69 | Nicky Hayden    | Repsol Honda         | Honda        | 28   | +5.709    | 10      | 11    |
| 6   | 5  | Colin Edwards   | Camel Yamaha         | Yamaha       | 28   | +11.519   | 9       | 10    |
| 7   | 6  | Makoto Tamada   | Konica Minolta Honda | Honda        | 28   | +16.692   | 13      | 9     |
| 8   | 15 | Sete Gibernau   | Ducati Marlboro      | Ducati       | 28   | +18.142   | 8       | 8     |
| 9   | 24 | Toni Elías      | Fortuna Honda        | Honda        | 28   | +23.645   | 16      | 7     |
| 10  | 71 | Chris Vermeulen | Rizla Suzuki         | Suzuki       | 28   | +39.362   | 12      | 6     |
| 11  | 7  | Carlos Checa    | Tech 3 Yamaha        | Yamaha       | 28   | +47.730   | 14      | 5     |
| 12  | 56 | Shin'ya Nakano  | Kawasaki Racing      | Kawasaki     | 28   | +47.782   | 2       | 4     |
| 13  | 66 | Alex Hofmann    | Pramac d'Antín       | Ducati       | 28   | +1:09.092 | 18      | 3     |
| 14  | 77 | James Ellison   | Tech 3 Yamaha        | Yamaha       | 28   | +1:16.172 | 17      | 2     |
| 15  | 21 | John Hopkins    | Rizla Suzuki         | Suzuki       | 26   | +2 giri   | 3       | 1     |

#### Ritirati
| Nº | Pilota            | Squadra         | Motocicletta | Giri | Griglia |
| -- | ----------------- | --------------- | ------------ | ---- | ------- |
| 30 | José Luis Cardoso | Pramac d'Antín  | Ducati       | 21   | 19      |
| 46 | Valentino Rossi   | Camel Yamaha    | Yamaha       | 20   | 7       |
| 10 | Kenny Roberts Jr  | Team Roberts    | KR211V       | 1    | 15      |
| 17 | Randy de Puniet   | Kawasaki Racing | Kawasaki     | 0    | 4       |

## Classe 250

### Arrivati al traguardo
| Pos | Nº | Pilota            | Squadra                     | Motocicletta | Giri | Tempo     | Griglia | Punti |
| --- | -- | ----------------- | --------------------------- | ------------ | ---- | --------- | ------- | ----- |
| 1   | 55 | Yūki Takahashi    | Humangest Racing            | Honda        | 26   | 43:42.773 | 4       | 25    |
| 2   | 34 | Andrea Dovizioso  | Humangest Racing            | Honda        | 26   | +0.098    | 1       | 20    |
| 3   | 73 | Shūhei Aoyama     | Repsol Honda                | Honda        | 26   | +2.215    | 5       | 16    |
| 4   | 4  | Hiroshi Aoyama    | Red Bull KTM                | KTM          | 26   | +2.484    | 7       | 13    |
| 5   | 7  | Alex De Angelis   | Master - MVA Aspar          | Aprilia      | 26   | +11.270   | 2       | 11    |
| 6   | 15 | Roberto Locatelli | Team Toth                   | Aprilia      | 26   | +14.597   | 9       | 10    |
| 7   | 80 | Héctor Barberá    | Fortuna Aprilia             | Aprilia      | 26   | +16.829   | 3       | 9     |
| 8   | 58 | Marco Simoncelli  | Squadra Corse Metis Gilera  | Gilera       | 26   | +17.041   | 11      | 8     |
| 9   | 50 | Sylvain Guintoli  | Equipe GP De France - Scrab | Aprilia      | 26   | +17.589   | 12      | 7     |
| 10  | 96 | Jakub Smrž        | Cardion AB Motoracing       | Aprilia      | 26   | +17.805   | 6       | 6     |
| 11  | 14 | Anthony West      | Kiefer - Bos - Racing       | Aprilia      | 26   | +39.032   | 13      | 5     |
| 12  | 8  | Andrea Ballerini  | Campetella Racing           | Aprilia      | 26   | +41.728   | 14      | 4     |
| 13  | 36 | Martín Cárdenas   | Wurth Honda BQR             | Honda        | 26   | +45.150   | 18      | 3     |
| 14  | 19 | Sebastián Porto   | Repsol Honda                | Honda        | 26   | +46.545   | 10      | 2     |
| 15  | 21 | Arnaud Vincent    | Arie Molenaar Racing        | Honda        | 26   | +55.747   | 22      | 1     |
| 16  | 23 | Arturo Tizón      | Wurth Honda BQR             | Honda        | 26   | +55.846   | 17      |       |
| 17  | 54 | Manuel Poggiali   | Red Bull KTM                | KTM          | 26   | +57.241   | 15      |       |
| 18  | 28 | Dirk Heidolf      | Kiefer - Bos - Racing       | Aprilia      | 26   | +1:16.941 | 20      |       |
| 19  | 25 | Alex Baldolini    | Matteoni Racing             | Aprilia      | 26   | +1:25.856 | 16      |       |
| 20  | 31 | Álvaro Molina     | Andalucia Team Mas          | Aprilia      | 26   | +1:28.715 | 23      |       |
| 21  | 22 | Luca Morelli      | Nocable Angaia Racing       | Aprilia      | 26   | +1:31.926 | 26      |       |
| 22  | 24 | Jordi Carchano    | WTR Blauer USA              | Aprilia      | 26   | +1:39.853 | 25      |       |
| 23  | 85 | Alessio Palumbo   | Matteoni Racing             | Aprilia      | 25   | +1 giro   | 27      |       |

### Ritirati
| Nº | Pilota        | Squadra                     | Motocicletta | Giri | Griglia |
| -- | ------------- | --------------------------- | ------------ | ---- | ------- |
| 48 | Jorge Lorenzo | Fortuna Aprilia             | Aprilia      | 6    | 8       |
| 16 | Jules Cluzel  | Equipe GP De France - Scrab | Aprilia      | 0    | 21      |
| 45 | Dan Linfoot   | Teng Tools Winona Racing    | Honda        | 0    | 24      |
| 57 | Chaz Davies   | Campetella Racing           | Aprilia      | 0    | 19      |

### Non qualificato
| Nº | Pilota               | Squadra      | Motocicletta |
| -- | -------------------- | ------------ | ------------ |
| 47 | Marc-Antoine Scaccia | Asmv Scaccia | Aprilia      |

## Classe 125

### Arrivati al traguardo
| Pos | Nº | Pilota            | Squadra                     | Motocicletta | Giri | Tempo     | Griglia | Punti |
| --- | -- | ----------------- | --------------------------- | ------------ | ---- | --------- | ------- | ----- |
| 1   | 1  | Thomas Lüthi      | Elit - Caffe Latte          | Honda        | 24   | 42:54.555 | 9       | 25    |
| 2   | 36 | Mika Kallio       | Red Bull KTM                | KTM          | 24   | +3.380    | 6       | 20    |
| 3   | 32 | Fabrizio Lai      | Valsir Seedorf Racing       | Honda        | 24   | +9.807    | 8       | 16    |
| 4   | 19 | Álvaro Bautista   | Master - MVA Aspar          | Aprilia      | 24   | +10.789   | 2       | 13    |
| 5   | 22 | Pablo Nieto       | Multimedia Racing           | Aprilia      | 24   | +14.850   | 7       | 11    |
| 6   | 35 | Raffaele De Rosa  | Multimedia Racing           | Aprilia      | 24   | +17.226   | 22      | 10    |
| 7   | 6  | Joan Olivé        | SSM Racing                  | Aprilia      | 24   | +20.577   | 10      | 9     |
| 8   | 33 | Sergio Gadea      | Master - MVA Aspar          | Aprilia      | 24   | +21.818   | 12      | 8     |
| 9   | 29 | Andrea Iannone    | Campetella Racing Junior    | Aprilia      | 24   | +27.038   | 11      | 7     |
| 10  | 24 | Simone Corsi      | Squadra Corse Metis Gilera  | Gilera       | 24   | +30.171   | 13      | 6     |
| 11  | 10 | Ángel Rodríguez   | 3C Racing                   | Aprilia      | 24   | +30.555   | 20      | 5     |
| 12  | 60 | Julián Simón      | Red Bull KTM                | KTM          | 24   | +30.815   | 14      | 4     |
| 13  | 71 | Tomoyoshi Koyama  | Malaguti Ajo Corse          | Malaguti     | 24   | +30.890   | 19      | 3     |
| 14  | 55 | Héctor Faubel     | Master - MVA Aspar          | Aprilia      | 24   | +31.450   | 15      | 2     |
| 15  | 11 | Sandro Cortese    | Elit - Caffe Latte          | Honda        | 24   | +31.872   | 17      | 1     |
| 16  | 9  | Michael Ranseder  | Red Bull KTM Junior         | KTM          | 24   | +39.061   | 27      |       |
| 17  | 14 | Gábor Talmácsi    | Humangest Racing            | Honda        | 24   | +45.468   | 4       |       |
| 18  | 17 | Stefan Bradl      | Red Bull KTM Junior         | KTM          | 24   | +45.717   | 23      |       |
| 19  | 23 | Lorenzo Baroni    | Humangest Racing            | Honda        | 24   | +46.078   | 29      |       |
| 20  | 45 | Imre Tóth         | Team Toth                   | Aprilia      | 24   | +46.299   | 21      |       |
| 21  | 38 | Bradley Smith     | Repsol Honda                | Honda        | 24   | +46.581   | 25      |       |
| 22  | 43 | Manuel Hernández  | Nocable Angaia Racing       | Aprilia      | 24   | +49.294   | 30      |       |
| 23  | 15 | Michele Pirro     | WTR Blauer USA              | Aprilia      | 24   | +1:00.773 | 24      |       |
| 24  | 37 | Joey Litjens      | Arie Molenaar Racing        | Honda        | 24   | +1:01.128 | 28      |       |
| 25  | 44 | Karel Abraham     | Cardion AB Motoracing       | Aprilia      | 24   | +1:05.340 | 31      |       |
| 26  | 78 | Hugo van den Berg | Varenhof Racing             | Aprilia      | 24   | +1:05.989 | 26      |       |
| 27  | 63 | Mike Di Meglio    | FFM Honda Grand Prix 125    | Honda        | 24   | +1:15.109 | 16      |       |
| 28  | 26 | Vincent Braillard | Multimedia Racing           | Aprilia      | 24   | +1:36.501 | 40      |       |
| 29  | 7  | Alexis Masbou     | Malaguti Ajo Corse          | Malaguti     | 23   | +1 giro   | 33      |       |
| 30  | 13 | Dino Lombardi     | 3C Racing                   | Aprilia      | 23   | +1 giro   | 41      |       |
| 31  | 85 | Yannick Deschamps | TVX Racing-CTR Distribution | Honda        | 23   | +1 giro   | 37      |       |

### Ritirati
| Nº | Pilota            | Squadra                   | Motocicletta | Giri | Griglia |
| -- | ----------------- | ------------------------- | ------------ | ---- | ------- |
| 53 | Simone Grotzkyj   | Campetella Racing Junior  | Aprilia      | 13   | 35      |
| 18 | Nicolás Terol     | Derbi Racing              | Derbi        | 7    | 18      |
| 20 | Roberto Tamburini | Matteoni Racing           | Aprilia      | 4    | 32      |
| 52 | Lukáš Pešek       | Derbi Racing              | Derbi        | 1    | 3       |
| 16 | Michele Conti     | Valsir Seedorf Racing     | Honda        | 0    | 36      |
| 21 | Mateo Túnez       | Master - MVA Aspar        | Aprilia      | 0    | 34      |
| 75 | Mattia Pasini     | Master - MVA Aspar        | Aprilia      | 0    | 1       |
| 8  | Lorenzo Zanetti   | Skilled I.S.P.A. Racing   | Aprilia      | 0    | 5       |
| 82 | Matthieu Lussiana | Villiers Team Competition | Honda        | 0    | 38      |

### Non partiti
| Nº | Pilota             | Squadra              | Motocicletta | Griglia |
| -- | ------------------ | -------------------- | ------------ | ------- |
| 83 | Clement Dunikowski | Equipe de France FFM | Honda        | 39      |
| 84 | Mathieu Olagnon    | FP Motorsport        | Honda        | 42      |
| 12 | Federico Sandi     | SSM Racing           | Aprilia      |         |
| 41 | Aleix Espargaró    | Wurth Honda BQR      | Honda        |         |